# Рейвън Кенеди
Рейвън Кенеди (на английски: Raven Kennedy) е американска писателка на произведения в жанра фентъзи, паранормален еротичен любовен роман и романтичен трилър.

## Биография и творчество
Рейвън Кенеди е родена в Калифорния, САЩ. Развива любов към книгите от ранна възраст.
Първият ѝ роман „Признаци на алчност“ от поредицата „Сърдечни проблеми“ е издаден през 2018 г. В историята феята Емел, която е духовна сватовница, е наказана и изпратена от Царството на феите в света на хората в истинско тяло, и като такава трябва сама да открие любовта.
Става много известна с фентъзи поредицата си „Позлатена пленница“ от 2020 г. В нея преосмисля мита за цар Мидас от гледна точка на Орея, жена, превърната в злато от докосването на Мидас. Ползвайки богато от известния гръцки мит тя представя емоционален фантастичен свят на силни герои, свят пропит с магия и страст.
Рейвън Кенеди живее със семейството си близо до пустинята в Редландс, Калифорния.

## Произведения

### Самостоятелни романи
- The Girl Who Cries Colors (2018)[1][2][3][5]
- April's Fools (2019)
- Can't Fix Cupid (2019)

### Поредица „Сърдечни проблеми“ (Heart Hassle)
1. Signs of Cupidity (2018)[1][2][3]
2. Bonds of Cupidity (2018)
3. Crimes of Cupidity (2019)
4. For the Love of Cupidity (2019)
5. Sheer Cupidity (2022)

### Поредица „Наследниците на Савана“ (Savannah Heirs) – с Корали Джун
1. Cruel (2019)[1]
2. Tame (2019)
3. Wild (2019)

### Поредица „Глутница от неподходящи“ (Pack of Misfits)
1. Addie (2019)[1][2]
2. Reese (2020)
3. Jetta (2020)

### Поредица „Празната вселена“ (Void Universe) – с Корали Джун
1. Void (2019)[1]
2. Wicked Webs (2019)

### Поредица „Пазителите на Адската врата“ (Hellgate Guardians) – с Айви Ашър
1. Grave Mistakes (2020)[1][2]
2. Grave Consequences (2020)
3. Grave Decisions (2020)
4. Grave Signs (2020)

### Поредица „Позлатена пленница“ (Plated Prisoner)
1. Gild (2020)[1][2][3]
Позлата, изд.: „Егмонт България“, София (2023), прев. Деница Райкова
2. Glint (2021)
Проблясък, изд.: „Егмонт България“, София (2023), прев. Деница Райкова
3. Gleam (2021)
Просветление, изд.: „Егмонт България“, София (2023), прев. Деница Райкова
4. Glow (2022)
Пламък, изд.: „Егмонт България“, София (2023), прев. Деница Райкова
5. Gold (2023)
6. Goldfinch (2024)

### Участие в общи серии с други писатели
- Conveniently Convicted (2020) – с Айви Ашър, в поредицата „Паранормални затвори“[1]
- Rabid (2021) – с Айви Ашър, в поредицата „Царството на вълците“